# 蘭奇胡蒂市鎮
蘭奇胡蒂市鎮（羅馬化：Lančxutis municip'alit'et'i），是格魯吉亞西部古里亚大区的市鎮，中心城镇为兰奇胡蒂。市镇面積为533平方公里，2014年人口数量为31,486人，人口密度每平方公里59人。